# Listă de arhipelaguri
este o listă a arhipelagurilor de pe Terra, grupate pe oceane și mări.ARHIPERAGUL(ARH) este o grupare de mai multe insule.Exemple:
INDONEZIAN

## Oceanul Atlantic
- Insulele Bermude

- Bijagós (88 insule, aflate în Golful Guineei, in largul tarii Guineea-Bissau)
- Republica Capului Verde (10 insule)
- Insulele Falkland (2 insule principale + alte 700)
- Insulele Feroe (18 insule)

## Oceanul Indian
- Insulele Andaman (5 insule principale, aflate în Golful Bengal)
- Arhipelagul Chagos (65 insule)
- Insulele Comore (4 insule principale)
- Insulele Crozet (5 insule)
- Indonezia (cel mai mare arhipelag cu 17.508 insule, dispersate și în Oceanul Pacific)
- Insulele Kerguelen (peste 12 insule)
- Insulele Maldive (1.192 insule)
- Insulele Mascarene (3 insule principale)
- Seychelles (115 insule)
- Insulele Soqotra (4 insule)

## Oceanul Pacific
- Insulele Cook (15 insule)
- Fiji (322 insule)
- Filipine (7.100 insule)
- Arhipelagul Hawaii (137 insule)
- Japonia (4 insule principale)
- Insulele Marshall (899 insule)
- Insulele Pitcairn (4 insule)
- Insulele Solomon (100 insule)

## Marea Andaman
- Arhipelagul Mergui (peste 800 insule)

## Marea Baltică
- Estonia (1.500 insule)

## Marea Caraibilor
- Insulele Antile
  - Antilele Mari (7 insule principale)
    - Insulele Cayman

  - Antilele Mici (30 insule principale)
    - Antigua și Barbuda
- Arhipelagul Lucayan (Bahamas)
- Curaçao (2 insule)
- Insulele Turks și Caicos (? insule)

## Marea Mediterană
- Grecia
  - Insulele Saronice (31 insule, din care 8 locuite)
  - Insulele Sporade de Nord (4 insule principale, 17 alte insule)
  - Insulele Ionice (35 insule)
  - Insulele Ciclade (38 insule)
  - Arhipelagul Dodecanez (89 insule)
  - Insulele Egee (13 insule în Mare Egee + 2 insule în Marea Tracică)
- Insulele Baleare (5 insule)

## Marea Nordului
- Insulele Frizone (16 insule principale)

## Marea Roșie
- Arhipelagul Dahlak (126 insule)